# Кубок націй ОФК 1980
Кубок націй ОФК 1980 — другий розіграш Кубка націй ОФК. Він проходив з 24 лютого по 1 березня 1980 року в Нумеа.  Австралія у фіналі перемогла Таїті 4:2, здобувши перший чемпіонський титул, який вона зберігала протягом 16 років, аж до наступного турніру. 

## Груповий етап

### Група A
|   | Збірна             | І | В | Н | П | ГЗ | ГП | О |
| - | ------------------ | - | - | - | - | -- | -- | - |
| 1 | Таїті              | 3 | 3 | 0 | 0 | 21 | 5  | 6 |
| 2 | Фіджі              | 3 | 2 | 0 | 1 | 10 | 7  | 4 |
| 3 | Нова Зеландія      | 3 | 1 | 0 | 2 | 7  | 8  | 2 |
| 4 | Соломонові Острови | 3 | 0 | 0 | 3 | 3  | 21 | 0 |

| 25 лютого 1980 |

| Фіджі | 3–1 | Соломонові Острови |
| ----- | --- | ------------------ |
|       |     |                    |

| Нумеа, Нова Каледонія |

| 25 лютого 1980 |

| Таїті                                                   | 3–1 | Нова Зеландія          |
| ------------------------------------------------------- | --- | ---------------------- |
| Альфред Вабеало 61' Андре Вабеало 73' Еррол Беннетт 85' |     | Стів Самнер 47' (пен.) |

| Нумеа, Нова Каледонія |

| 27 лютого 1980 |

| Фіджі                                     | 4–0 | Нова Зеландія |
| ----------------------------------------- | --- | ------------- |
| Деван Чанд 10' 39' Мелі Вуїлабаса 31' 63' |     |               |

| Нумеа, Нова Каледонія |

| 27 лютого 1980 |

| Таїті | 12–1 | Соломонові Острови |
| ----- | ---- | ------------------ |
|       |      |                    |

| Нумеа, Нова Каледонія |

| 29 лютого 1980 |

| Таїті | 6–3 | Фіджі |
| ----- | --- | ----- |
|       |     |       |

| Нумеа, Нова Каледонія |

| 29 лютого 1980 |

| Нова Зеландія                                                      | 6–1 | Соломонові Острови |
| ------------------------------------------------------------------ | --- | ------------------ |
| Майкл Грум 6' Марк Армстронг 16', 65', 69' Віллем де Граф 24', 39' |     | Е. Карітеа 66'     |

| Нумеа, Нова Каледонія |

### Група B
|   | Збірна            | І | В | Н | П | ГЗ | ГП | О |
| - | ----------------- | - | - | - | - | -- | -- | - |
| 1 | Австралія         | 3 | 3 | 0 | 0 | 20 | 2  | 6 |
| 2 | Нова Каледонія    | 3 | 2 | 0 | 1 | 12 | 11 | 4 |
| 3 | Папуа Нова Гвінея | 3 | 1 | 0 | 2 | 6  | 22 | 2 |
| 4 | Нові Гербриди     | 3 | 0 | 0 | 3 | 6  | 9  | 0 |

| 24 лютого 1980 |

| Папуа Нова Гвінея | 4–3 | Нові Гербриди |
| ----------------- | --- | ------------- |
|                   |     |               |

| Нумеа, Нова Каледонія |

| 24 лютого 1980 |

| Австралія                                          | 8–0 | Нова Каледонія |
| -------------------------------------------------- | --- | -------------- |
| Денні Моліс Іан Гантер 2 Пол Кей 2 Едді Крнчевич 3 |     |                |

| Нумеа, Нова Каледонія |

| 26 лютого 1980 |

| Австралія                                                                     | 11–2 | Папуа Нова Гвінея |
| ----------------------------------------------------------------------------- | ---- | ----------------- |
| Денні Моліс Арно Бертонья Вік Бозаніч Іан Гантер 3 Едді Крнчевич Пітер Шарн 4 |      | Моуагі Тореа      |

| Нумеа, Нова Каледонія |

| 26 лютого 1980 |

| Нова Каледонія | 4–3 | Нові Гербриди |
| -------------- | --- | ------------- |
|                |     |               |

| Нумеа, Нова Каледонія |

| 28 лютого 1980 |

| Австралія     | 1–0 | Нові Гербриди |
| ------------- | --- | ------------- |
| Едді Крнчевич |     |               |

| Нумеа, Нова Каледонія |

| 28 лютого 1980 |

| Нова Каледонія | 8–0 | Папуа Нова Гвінея |
| -------------- | --- | ----------------- |
|                |     |                   |

| Нумеа, Нова Каледонія |

## Плей-оф

### Матч за 3-тє місце
| 1 березня 1980 |

| Нова Каледонія                | 2–1 | Фіджі            |
| ----------------------------- | --- | ---------------- |
| Жан Ксові 36' Жакоб Ксові 62' |     | Мохамед Салім 3' |

| Нумеа, Нова Каледонія |

### Фінал
| 1 березня 1980 |

| Австралія                               | 4–2 | Таїті                           |
| --------------------------------------- | --- | ------------------------------- |
| Пол Кей 4', 29' Денні Моліс Вік Бозаніч |     | Андре Вабеало 11' Еррол Беннетт |

| Нумеа, Нова Каледонія |

## Результати

### Чемпіони
| Переможець Кубка націй ОФК 1980 |
| ------------------------------- |
| Австралія Перший титул          |